# 22A busz (Győr)
A győri 22A jelzésű autóbusz a Révai Miklós utca és Marcalváros, Kovács Margit utca megállóhelyek között közlekedik. A vonalat a Volánbusz üzemelteti.

## Közlekedése
Csak munkanapokon közlekedik, csúcsidőben a 22-es busz sűrítése végett.

## Útvonala
| Marcalváros, Kovács Margit utca felé | Révai Miklós utca felé |
| --- | --- |
| Révai Miklós utca – Révai Miklós utca – Városház tér – Szent István út – Baross Gábor híd – Baross Gábor út – Nagy Imre út – Lajta út – Bakonyi út – Mécs László utca – Marcalváros, Kovács Margit utca | Marcalváros, Kovács Margit utca – Mécs László utca – Bakonyi út – Lajta út – Nagy Imre út – Baross Gábor út – Baross Gábor híd – Szent István út – Gárdonyi Géza utca – Révai Miklós utca – Révai Miklós utca |

## Megállóhelyei
Az átszállási kapcsolatok között a 21-es, 21B, 22-es, 22B és 22Y buszok nincsenek feltüntetve.
| 0  | Révai Miklós utca végállomás                                       | 14 | 1, 1A, 2, 2B, 5, 5B, 5R, 6, 7, 8, 8B, 9, 9A, 11, 12, 12A, 14, 14B, 15, 15A, 17, 17B, 19, 19A, 29, 30, 30A, 30B, 30Y, 31, 31A, 37, 38, 38A, 42, CITY Távolsági járatok S10 G10 , IC, InterRégió, EC, EN, ER, gyorsvonat, expresszvonat, | Győr Helyi autóbusz-állomás, Bisinger József park, Posta, Városháza, Kormányablak |
| ∫  | Gárdonyi Géza utca                                                 | 13 | 6, 7, 8, 8B, 10, 11, 11Y, 12, 12A, 14, 14B, 15, 15A, 30, 30A, 30B, 30Y, 31, 31A, 42, CITY | Győr-Moson-Sopron Vármegyei Kereskedelmi és Iparkamara, GYSZSZC Deák Ferenc Közgazdasági Szakgimnáziuma, Révai Parkolóház, Bisinger József park |
| 1  | Városháza (↓) Baross Gábor híd, belvárosi hídfő (↑) Városközpont   | 11 | 1, 1A, 2, 2B, 5, 5B, 5R, 6, 7, 8, 8B, 9, 9A, 11, 12, 12A, 14, 14B, 15, 15A, 17, 17B, 19, 19A, 29, 30, 30A, 30B, 30Y, 31, 31A, 37, 38, 38A, 42, CITY Távolsági járatok S10 G10 , IC, InterRégió, EC, EN, ER, gyorsvonat, expresszvonat, | Győr Városháza, 2-es posta, Honvéd liget, Révai Miklós Gimnázium, Földhivatal, Megyeháza, Győri Törvényszék, Büntetés-végrehajtási Intézet, Richter János Hangverseny- és Konferenciaterem, Vízügyi Igazgatóság, Zenés szökőkút, Bisinger József park, Kormányablak |
| 3  | Baross Gábor út, Szigethy Attila út                                | 8  | 42 | Petz Aladár Egyetemi Oktató Kórház, Győri Evangélikus Egyházközség temploma, Vármegyei Rendőr-főkapitányság |
| 5  | Nagy Imre út, virágbolt                                            | 6  | 2, 2B, 20Y, 42 | Szent-Györgyi Albert Egészségügyi és Szociális Szakképző Iskola |
| 7  | Lajta út, posta                                                    | 4  | 11, 11Y, 14, 14B, 23, 23A, 24, 25, 26, 28, 42 | Benedek Elek Óvoda, Posta, Brunszvik Teréz Német Nemzetiségi Óvoda, Szent-Györgyi Albert Egészségügyi és Szociális Szakképző Iskola, Kovács Margit Általános Művelődési Központ                                                                                     |
| 8  | Lajta út, gyógyszertár                                             | 2  | 11, 11Y, 14, 14B, 23, 23A, 24, 25, 26, 28, 42 | A Dr. Kovács Pál Könyvtár és Közösségi tér marcalvárosi fiókkönyvtára, Mesevár Óvoda, Kovács Margit Óvoda, Idősek Otthona |
| 10 | Bakonyi út, marcalvárosi aluljáró (Korábban: Gerence út, aluljáró) | ∫  | 11, 11Y, 14, 14B, 23, 23A, 24, 25, 26, 28, 42 | |
| ∫  | Bakonyi út, Gerence út (Korábban: Gerence út, PÁGISZ ÁMK)          | 1  | 11, 11Y, 14, 14B, 23, 23A, 24, 25, 26, 28, 42 | Győri Műszaki Szakképzési Centrum Pattantyús-Ábrahám Géza Ipari Szakgimnáziuma és Szakközépiskolája |
| 12 | Marcalváros, Kovács Margit utca végállomás                         | 0  | 1, 1A, 11, 11Y, 14, 14B, 23, 23A, 24, 25, 26, 28, 42 | LIDL, TESCO, GYSZSZC Krúdy Gyula Gimnáziuma, Két Tanítási Nyelvű Középiskolája, Turisztikai és Vendéglátóipari Szakképző Iskolája, Arany János Általános Iskola |